# Laurent Desmet
Laurent Desmet est un directeur de la photographie. Il est un des principaux collaborateurs d'Emmanuel Mouret. 

## Filmographie partielle
- 2000 : Les Solitaires de Jean Paul Civeyrac
- 2001 : L'Arpenteur (moyen métrage) de Sarah Petit et Michel Klein
- 2003 : Le Lac et la Rivière (moyen métrage) de Sarah Petit
- 2003 : Lenz échappé de Dominique Marchais (court métrage)
- 2005 : J'ai besoin d'air de Natacha Samuel
- 2006 : Changement d'adresse d'Emmanuel Mouret
- 2007 : Capitaine Achab de Philippe Ramos
- 2007 : Un baiser, s'il vous plaît ! d'Emmanuel Mouret
- 2007 : Morceaux de conversations avec Jean-Luc Godard d'Alain Fleischer (documentaire)
- 2007 : Un baiser, s'il vous plaît ! d'Emmanuel Mouret
- 2009 : Au voleur de Sarah Leonor
- 2009 : Fais-moi plaisir ! d'Emmanuel Mouret
- 2011 : L'Art d'aimer d'Emmanuel Mouret
- 2011 : La Clé des champs de Claude Nuridsany et Marie Pérennou
- 2013 : Passer l'hiver d'Aurélia Barbet
- 2013 : Une autre vie d'Emmanuel Mouret
- 2015 : Caprice d'Emmanuel Mouret
- 2014 : Le Grand Homme de Sarah Leonor
- 2018 : Mademoiselle de Joncquières d'Emmanuel Mouret
- 2020 : Les Choses qu'on dit, les choses qu'on fait d'Emmanuel Mouret
- 2022 : Chronique d’une liaison passagère d'Emmanuel Mouret
- 2024 : Trois Amies d'Emmanuel Mouret

## Distinctions

### Nominations
- César 2019 : César de la meilleure photographie pour Mademoiselle de Joncquières
- César 2021 : César de la meilleure photographie pour Les choses qu'on dit, les choses qu'on fait [1]